# Lissonota obsoleta
Lissonota obsoleta là một loài tò vò trong họ Ichneumonidae.